# Fausto Delle Chiaie
Fausto Delle Chiaie (Roma, 23 gennaio 1944) è un artista italiano formatosi secondo le suggestioni della pop art, dell'arte informale e dell'arte povera.

## Biografia
Dopo aver frequentato la Scuola Libera del Nudo presso l'Accademia di belle arti di Roma, inizia la produzione di opere negli anni settanta. È autore di un Manifesto Infrazionista (1986), che spiega l'"infra-azione" come un'azione-collocazione-donazione di una o più opere, mostrate a terra da parte dell'artista, nei luoghi dell'arte, e il suo susseguente allontanamento dall'opera e dal luogo. […] L'Infrazione è mostrare ed evidenziare la storia vista in maniera superficiale, […] è il grido d'allarme artistico del malessere storico; dell'accecamento del semplice e dell'umile. L'Infrazione nasce dalla privazione della realtà visiva d'agire-pensare-fare. […] È la goccia che trabocca e vuole vivere con l'acqua. Delle Chiaie introduce così, di nascosto, le proprie opere  in musei, gallerie e in spazi pubblici, scegliendo dove collocarle. Secondo l'Enciclopedia Treccani online le azioni infrazioniste di Fausto delle Chiaie "[…] rappresentano episodi isolati di street art ante litteram a Roma, riferimenti limite in una ricostruzione delle origini.[…]".
Nel 1987 mostra le sue opere multifigurative al pubblico appoggiandole sulla salita del Pincio, a Roma. Il pubblico, così come egli stesso, diventa anche custode dell'opera; l'artista vive delle offerte spontanee dei visitatori. 
(Achille Bonito Oliva)
Negli anni 1987-1989 sceglie come spazio espositivo la Galleria Sciarra, a partire dal 1989, la Piazza Augusto Imperatore.
Nel corso della sua carriera, ha esposto in Italia e all'estero; ha effettuato performance e installazioni a Bruxelles tra il 1982 e il 1984, a Limerick (Irlanda) per Exhibition of visual art nel 1994, per Antwerpen ad Anversa nel 1993. A Roma ha partecipato a Molteplici Culture sempre nel'93, ad Aperto 1995 presso il Trevi Flash Museum, presso il centro sociale Rialto nel 1998 e alla mostra collettiva Scala Mercalli. Il terremoto creativo della Street Art Italiana, svoltasi all'Auditorium tra giugno e luglio 2008.
Dal 4 ottobre 2008 una sua installazione è esposta al Castello di Rivara. Un cortometraggio, girato dal regista Flavio Sciolè, dal titolo Dormitorio-Fausto Delle Chiaie documenta un'installazione dell'artista al Rialtosantambrogio nel 2001.
Nel 2010 viene prodotto da Gabriele Centin e Matteo Alemanno, un documentario sulla giornata tipo di Fausto Delle Chiaie dal titolo Robaccia rubbish, proiettato all'Ara Pacis durante la presentazione del suo libro edito da Electa L'Arte? Rubbish! e durante la Biennale d'arte di Venezia 2011 presso il padiglione spagnolo. 
(Iwona Blazwick)
Nel 2013 viene prodotto il documentario dal titolo Il museo chiude quando l'autore è stanco. Nello stesso anno, la Zerozerocento produzioni realizza in coproduzione con Rai Cinema il docufilm Ho fatto una barca di soldi per la regia di Dario Acocella; il film, presentato al festival internazionale del film di Roma, racconta la giornata tipo dell'artista seguendolo dalla mattina fino a notte fonda, mescolando il ritratto dell'artista a quello dell'uomo. Una versione televisiva più breve di 15 minuti rispetto all'originale viene trasmessa su Rai 5 il 23 maggio 2014.

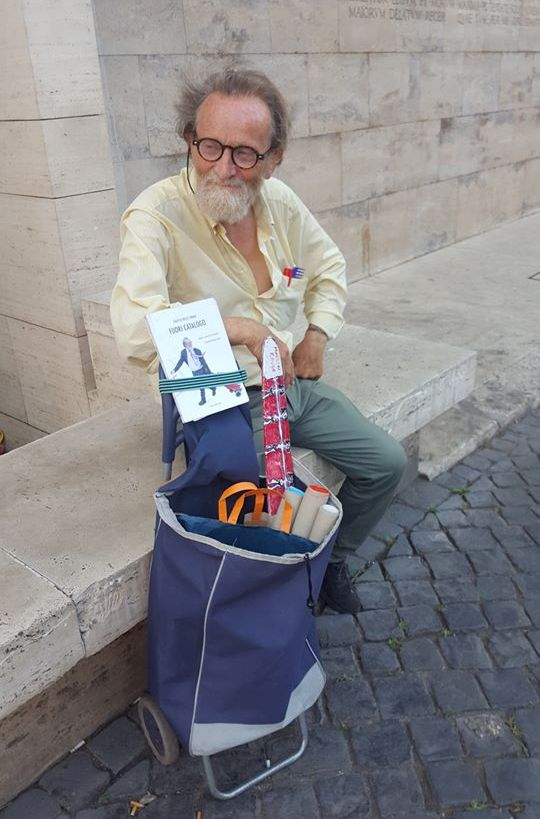
Fausto Delle Chiaie con le sue opere

Diverse sono le tesi di laurea a lui dedicate.
Nel 2014 il giornalista Domenico Iannacone con il suo programma I dieci comandamenti realizza un reportage intitolato La bellezza incomprensibile, un ritratto di 32 minuti di Fausto Delle Chiaie e della sua opera, andato in onda su Rai 3.
La stilista Rossella Jardini, ex direttrice creativa di Moschino, per la linea che porta il suo nome, collezione primavera-estate 2017, utilizza delle opere di Fausto Delle Chiaie per la realizzazione di alcuni abiti.
Nel 2018 espone al Museo d'Arte Contemporanea di Roma con una mostra dal titolo "Il museo a cielo aperto per sette giorni a Macro Asilo" nell'ambito del progetto sperimentale MACRO ASILO). Sempre nello stesso anno decide di ripercorrere, di suo pugno, la vicenda artistica di una vita nel libro Fuori catalogo (Kellermann Editore), ideato e curato da Pino Giannini con fotografie di Paolo Buatti.
Nello stesso anno gli artisti Dora García e Cesare Pietroiusti dedicano a Fausto Delle Chiaie un libro intitolato Ospiti di questo museo, a cura di R. Bargellini e A. Poggianti, edito da Valigie Rosse. Il libro è un dialogo aperto sull'arte contemporanea attraverso l'opera di Fausto Delle Chiaie, ed è stato presentato in anteprima nazionale a Livorno al Premio Ciampi L'Altrarte, equivalente artistico del premio musicale dedicato al cantautore Piero Ciampi.
Nel 2019 espone, con una mostra personale dal titolo All'ombra del bambù, presso Palazzo Merulana a Roma.
Da settembre 2020 a giugno 2021 è presente con una personale dal titolo Lì per Lì, curata da Boris Brollo e Alessandro Maganza, al Museo nazionale concordiese di Portogruaro (VE).
Nel 2021 Domenico Iannacone torna a dedicargli una puntata, dal titolo Io sono qui, nella trasmissione Che ci faccio qui su Rai 3.
Nel marzo del 2021 lo scrittore Pino Giannini attraverso la piattaforma Change.org promuove, con l'adesione di numerose personalità del mondo della cultura italiana, un appello pubblico per chiedere la concessione della Legge Bacchelli in favore dell'artista Fausto Delle Chiaie. La petizione raccoglie oltre 27 000 sottoscrizioni.
Il 17 luglio 2023 il Consiglio dei Ministri, all'interno del comunicato stampa n. 43, rende nota la concessione dei benefici della legge 8 agosto 1985, n. 440 (Legge Bacchelli) in favore dell'artista Fausto Delle Chiaie.
È presente, con l'opera dal titolo "Distanziamento sociale" (2022), all'interno della Collezione Farnesina del Ministero degli Affari Esteri e della Cooperazione Internazionale.

## Opere
- Federico Del Prete, Ara Pacis, Punctum, Roma 2006 (intervista di F.D.P. all'artista sul luogo preferito delle sue installazioni, con due ritratti)
- Fausto Delle Chiaie, "L'Arte? Rubbish!", Electa, Milano 2010. A cura di Giuseppe Casetti e Federico Centoni. ISBN 978-88-370-7493-7
- Fausto Delle Chiaie, "FUORI CATALOGO". Ideato e curato da Pino Giannini con fotografie di Paolo Buatti. Kellermann Editore, 2018. ISBN 978-88-6767-077-2
- Fausto Delle Chiaie, "OUT OF PRINT" (Short english version of "FUORI CATALOGO"), designed and edited by Pino Giannini, photographs by Paolo Buatti, translated by Elisa Da Re Giustiniani. Kellermann Editore, 2019. ISBN 978-88-6767-086-4
- Fausto Delle Chiaie, “Lì per lì”, Polo Museale del Veneto, 2020. A cura di Boris Brollo e Alessandro Maganza.ISBN 8885499104, ISBN 978-888-5499-10-2